# Photoplay Award/Populärster weiblicher Star

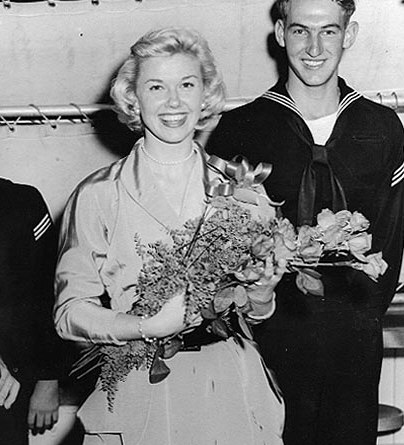
Doris Day, Siegerin des Photoplay Awards von 1951 und 1959

Photoplay Award: Populärster weiblicher Star (Most Popular Female Star)
Gewinner in der Kategorie Populärster weiblicher Star (Most Popular Female Star) der Filmjahre 1944 bis 1968. Von der ersten Verleihung 1945 bis 1953 wurde die Gewinnerin durch eine Meinungsumfrage der Audience Research Inc. ermittelt. Später stimmten die Leser des Magazins Photoplay direkt über die Sieger ab, die bei einer Zeremonie in Los Angeles geehrt wurden.
Die im Folgenden genannten Jahreszahlen nennen die bewerteten Filmjahre. Die Verleihungen fanden jeweils im Folgejahr statt.
| Jahr | Preisträger          | Nationalität         |
| ---- | -------------------- | -------------------- |
| 1944 | Greer Garson         | Großbritannien       |
| 1945 | Greer Garson         | Großbritannien       |
| 1946 | Ingrid Bergman       | Schweden             |
| 1947 | Ingrid Bergman       | Schweden             |
| 1948 | Ingrid Bergman       | Schweden             |
| 1949 | Jane Wyman           | USA                  |
| 1950 | Betty Hutton         | USA                  |
| 1951 | Doris Day            | USA                  |
| 1952 | Susan Hayward        | USA                  |
| 1953 | Marilyn Monroe       | USA                  |
| 1954 | June Allyson         | USA                  |
| 1955 | Jennifer Jones       | USA                  |
| 1956 | Kim Novak            | USA                  |
| 1957 | Deborah Kerr         | Großbritannien       |
| 1958 | Debbie Reynolds      | USA                  |
| 1959 | Doris Day            | USA                  |
| 1960 | Preis nicht vergeben | Preis nicht vergeben |
| 1961 | Connie Stevens       | USA                  |
| 1962 | Bette Davis          | USA                  |
| 1963 | Connie Stevens       | USA                  |
| 1964 | Ann-Margret          | Schweden             |
| 1965 | Dorothy Malone       | USA                  |
| 1966 | Barbara Stanwyck     | USA                  |
| 1967 | Barbara Stanwyck     | USA                  |
| 1968 | Debbie Reynolds      | USA                  |